# أنا لست زنجيك (فلم)
أنا لست زنجيك (بالإنجليزية: I Am Not Your Negro)، هُو فيلم وثائقي صدر سنة 2016 وأخرجه راؤول بيك. روى المُمثل صامويل جاكسون أحداث الفيلم. رُشح الفيلم للتنافس على نيل جائزة الأوسكار لأفضل فيلم وثائقي خلال حفل توزي جوائز الأوسكار التاسع والثمانين، وفاز بجائزة البافتا لأفضل فيلم وثائقي ‏.

## وصلات خارجية
- مقالات تستعمل روابط فنية بلا صلة مع ويكي بيانات